# Longue Marche
Pour les articles homonymes, voir Longue Marche (homonymie).
La Longue Marche (en chinois 长征, pinyin : Chángzhēng), parfois appelée « La Marche de dix mille li » (万里长征) ou « de vingt-cinq mille li » (二万五千里长征), est un périple de plus d'un an, mené par l'Armée populaire de libération et une partie de l'appareil du Parti communiste chinois pour échapper à l'Armée nationale révolutionnaire du Kuomintang de Tchang Kaï-chek durant la guerre civile chinoise.
C'est durant cette marche que Mao Zedong s'affirme comme le chef des communistes chinois.
Commencée le 15 octobre 1934, la Longue Marche prit fin le 19 octobre 1935 et fit entre 90 000 et 100 000 morts rien qu'au sein des troupes communistes.

## Faits

Parcours de la Longue Marche.

### Débuts de la retraite de l'Armée rouge chinoise
Alors que les quatre premières campagnes de la guerre civile chinoise ont échoué de la même manière, l'Armée nationale révolutionnaire du Kuomintang, menée par Tchang Kaï-chek, engage la 5e campagne en changeant de stratégie. Elle demandera un an et un million de soldats de l'armée de Tchang Kaï-chek. Jusqu'alors, bien que supérieure en effectifs et en équipement, les combats l'ont toujours amenée loin de ses bases, en territoire hostile, sans réussir à mener de bataille décisive, jusqu'à ce que la contre-offensive lui occasionne de lourdes pertes. La stratégie adoptée pour cette campagne fut d'entourer les territoires communistes de blockhaus (création de points de défense le long du territoire conquis). Chaque village devait construire des blockhaus. Les régions encerclées subirent bombardements et famine. Dans un même temps, l'Armée rouge prenant de l'assurance cherchait à abandonner la guerre de partisans pour s'engager dans une stratégie plus classique de défense du territoire. À partir de septembre 1933, le Soviet du Jiangxi, principal territoire de la République soviétique chinoise, est encerclé. Pour éviter d'être anéantie, l'Armée rouge chinoise décide l'année suivante d'effectuer une retraite stratégique.
Ce sont les célèbres « vingt-huit bolcheviks », des communistes chinois ayant séjourné chez le puissant voisin soviétique, qui décident de la retraite.
Les premiers mouvements de la retraite sont effectués par des troupes dirigées par He Long, Xiao Ke, Xu Xiangqian ou encore Fang Zhimin. C'est ce dernier qui se déplace le premier, en juin 1934, pour percer les lignes du Kuomintang et quitter la région. Xiao Ke le suit en août.
Même si ces mouvements de troupes sont importants, ils ne constituent qu'une diversion, pour permettre au plus gros des hommes de quitter le Jiangxi. En octobre, les troupes de Mao Zedong et de Zhu De, environ 130 000 hommes, effectuent une percée dans les lignes du KMT (comptant environ 400 000 hommes dans la région).
Il semble toutefois que Tchang Kaï-chek ait sciemment laissé les troupes communistes passer vers l'ouest de la Chine : aussi les seuls épisodes armés qui aient parsemé le passage vers l'ouest de la Chine n'auraient été dus qu'à des provocations directes des communistes, notamment sous l'impulsion de Mao Zedong, qui aurait en toute connaissance de cause envoyé ses troupes au contact des nationalistes mieux entraînés et mieux équipés.

### Ascension de Mao Zedong au sein du Parti communiste chinois

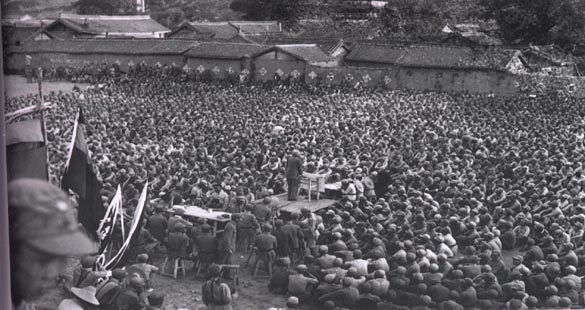
Un dirigeant communiste s'adresse à des survivants de la Longue Marche.

Après plusieurs mois de marche vers l'ouest, talonnée et harcelée par le Kuomintang, l'Armée rouge est épuisée.
Mao Zedong, en position de faiblesse vis-à-vis de ses pairs, à cause de ses bévues stratégiques liées à son désir de reprendre le pouvoir au sein du parti, a cherché une façon de reprendre les rênes du commandement militaire.

#### Arrêt à Zunyi, province du Guizhou, du6au8 janvier 1935
Mao Zedong atteint pour la première fois une position dominante dans la direction du PCC. De fait, ses collègues reconnaissent qu'il a raison quand tous les autres (en particulier Bo Gu, Zhou Enlai et Otto Braun) ont tort.
Entre Zunyi, dans la province du Guizhou, et le Nord-Ouest, la destination finale des communistes, il y a une campagne militaire désespérée, qu'aucun d'eux ne peut être sûr de gagner : l'effectif de l'Armée rouge est tombé de 86 000 hommes au départ à 30 000 hommes à Zunyi (six mois plus tard).
La première tâche de Mao Zedong est de tenter de restaurer le moral des troupes.
Mao refuse de rejoindre le contingent armé du Nord, plus nombreux et dirigé par Zhang Guotao, qui pourrait alors menacer son fragile regain d'autorité. C'est ainsi qu'il fait tourner en rond ses troupes dans le Sichuan, décidant aussi d'attaquer des seigneurs de guerre locaux — attaques inutiles et coûteuses en vies humaines. Il cherche à temporiser la jonction, nécessaire mais menaçante pour lui.
Finalement, il doit se résoudre à la jonction. La décision de rejoindre la région du Shaanxi est prise par Mao, mais elle ne fait pas l'unanimité. Des hommes comme Zhang s'y opposent et préfèrent s'établir sur la frontière de l'Union soviétique. C'est finalement Mao qui a le dernier mot.
L'Armée rouge pénètre ensuite dans des régions non chinoises, très hostiles à une telle incursion étrangère. Les troupes sont alors harcelées non seulement par les troupes du Kuomintang, mais aussi par des groupes armés locaux, qui leur tendent des embuscades. La géographie du terrain est aussi difficile et elles doivent traverser des fleuves, des montagnes, tout en continuant à se battre.
En juillet 1935, les troupes de Mao effectuent la jonction avec l'armée du quatrième front venue de la province du Henan. À la suite de dissensions au sujet du trajet à emprunter, elles se séparent. Les troupes de Mao subissent plusieurs embuscades des Tibétains tandis que celles de Zhang se font étriller par les cavaliers Hui (musulmans chinois fidèles aux forces nationalistes).
Enfin, en octobre, les troupes de Mao atteignent la région du Shaanxi et leurs zones communistes comme Wuqi, Bao'an et le soviet de Yan'an.
En définitive, après une marche d'environ 12 000 kilomètres (selon Mao Zedong, cette affirmation est sujet à critiques) et la traversée de onze provinces, seuls 20 000 à 30 000 combattants auront survécu.

## Symbole politique

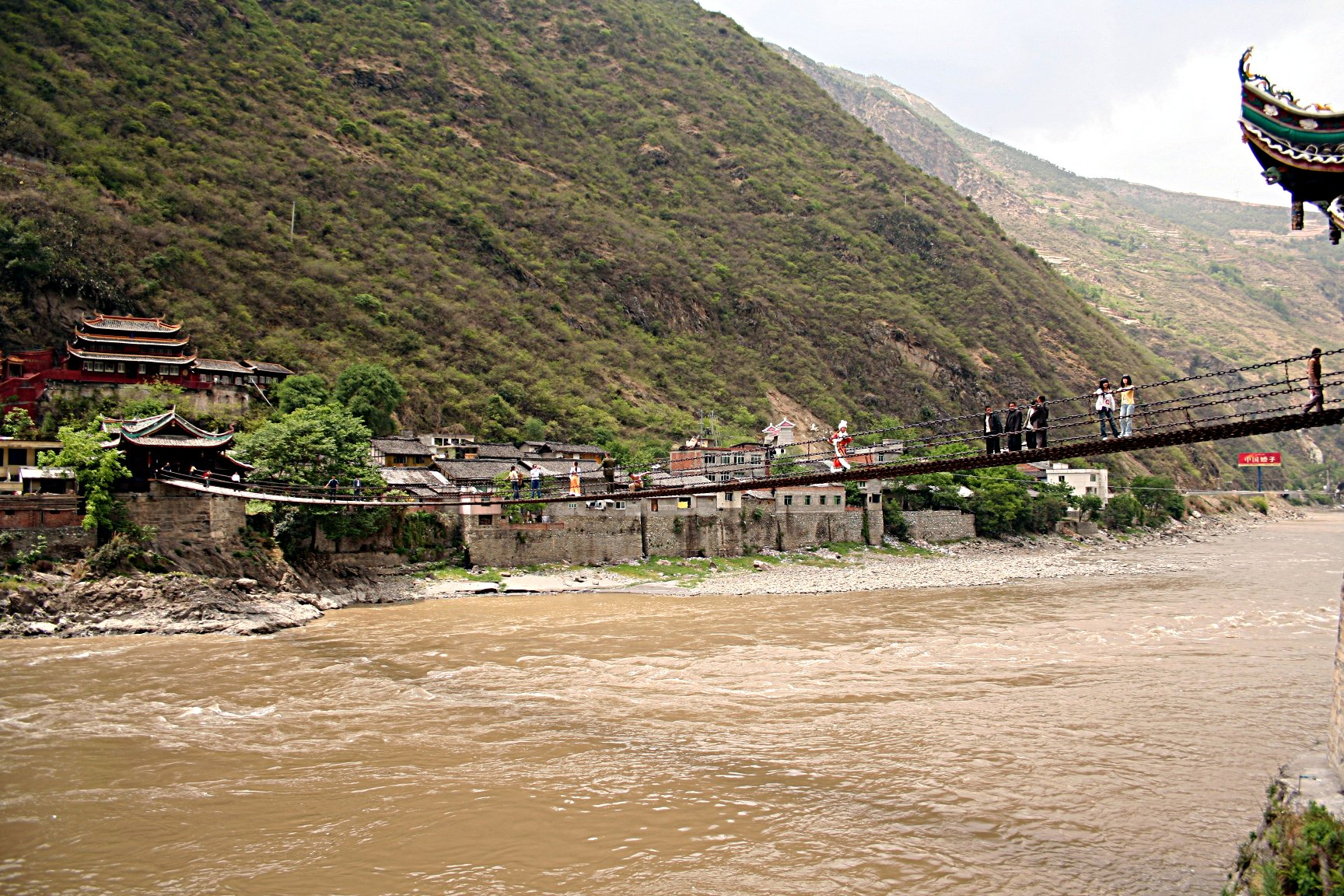
Le pont de Luding sur le Dadu au Sichuan, construit en 1701 (photo prise en 2006).

La Longue Marche reste un des symboles les plus importants de l'histoire de la lutte communiste chinoise. De nombreux responsables politiques du PCC ont participé à la Longue Marche. Ces derniers ont transformé une défaite en victoire et en symbole de la résistance contre les troupes du Kuomintang.
Souvent comparée à l'Anabase par analogie aux Dix Mille, apparaissant comme une « grandiose épopée », elle fait aujourd'hui le sujet de maints récits et représentations graphiques populaires. Elle inspira un poème de Mao Zedong lui-même :
« L'Armée rouge ne s'effraie pas de la “Longue Marche”.

Dix mille rivières, mille monts ne sont rien pour elle.

Les Cinq Pics sinueux sont de petites vagues,

Le vaste Wu Mong est une motte de terre qu'on foule aux pieds.

Tièdes étaient les rochers où se brisait la rivière aux Sables d'or,

Glacées étaient les chaînes de fer du pont de la Tatu.

Passé le mont Mien aux mille pieds de neige,

La joie de toute l'armée fut immense. »
Le pont de Luding auquel il est fait référence dans ce poème, sur le Dadu, est décrit dans la propagande comme un pont dont les planchettes auraient manqué et sur lequel les communistes auraient dû passer en s'agrippant aux seules chaînes restantes, en luttant de plus contre une attaque nationaliste. Chang et Halliday affirment qu'aucune attaque n'a eu lieu pendant le passage du Dadu, le pont étant par ailleurs en bon état. Pour tourner plus tard les films de propagande nationale, il a donc fallu dénuder le pont de ses planchettes,,. Leur thèse ne fait pas consensus: ainsi l'historien  Mobo Gao met en avant le témoignage d'un vétéran, Tang Jinxin, qui décrit sa participation à la bataille acharnée de Luding.

## Au cinéma
- Extreme Crisis (2019)

## Sources
- Mao Zedong, « Problèmes stratégiques de la guerre révolutionnaire en Chine », décembre 1936.